# Mayra Aguiar
Mayra Aguiar da Silva (Porto Alegre, 3 de agosto de 1991) es una deportista brasileña que compite en judo.
Participó en cuatro Juegos Olímpicos de Verano entre los años 2008 y 2020, obteniendo tres medallas, bronce en Londres 2012, bronce en Río de Janeiro 2016 y bronce en Tokio 2020. En los Juegos Panamericanos consiguió cuatro medallas entre los años 2007 y 2019.
Ganó ocho medallas en el Campeonato Mundial de Judo entre los años 2010 y 2022, y once medallas en el Campeonato Panamericano de Judo entre los años 2007 y 2023. 

## Carrera

### 2006-2008
A los 15 años ganó un bronce en el Campeonato Mundial Juvenil de Judo de 2006.
En el Campeonato Panamericano de Judo de 2007, ganó una medalla de plata.
Cuando todavía tenía 15 años, compitió en los Juegos Panamericanos de 2007 en Río de Janeiro y ganó una medalla de plata, perdiendo en la final ante la futura campeona de UFC Ronda Rousey.
En el Campeonato Panamericano de Judo de 2008 celebrado en Miami, se proclamó campeona de esta competición por primera vez, obteniendo la medalla de oro.

### Juegos Olímpicos de Verano 2008
En 2008, Aguiar compitió en los Juegos Olímpicos de Beijing pero perdió en su única pelea contra la yudoca española Leire Iglesias.

### 2008-2012

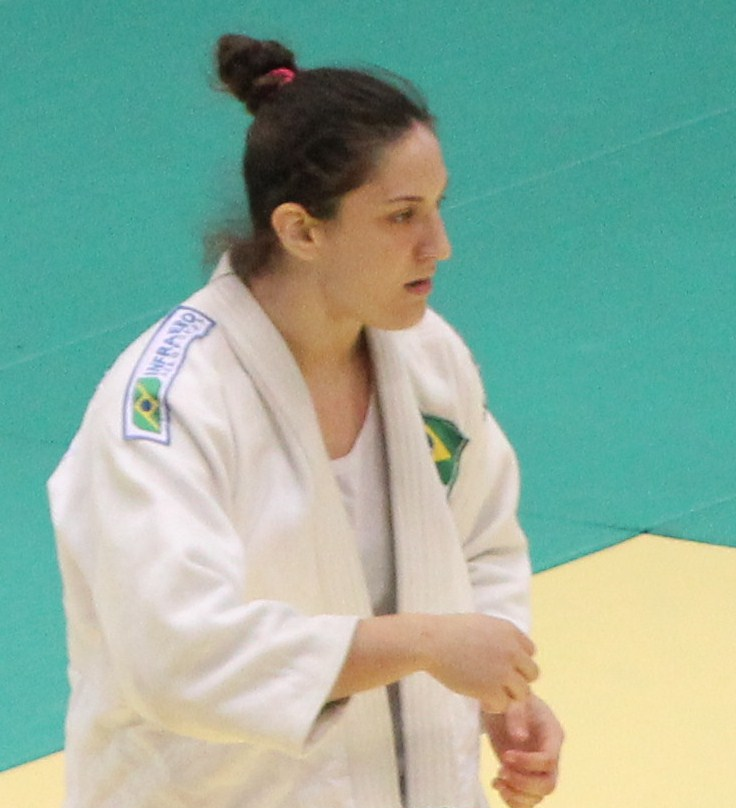
Aguiar, 2010.

En el Campeonato Mundial Juvenil de Judo de 2008, ganó una medalla de plata.
En diciembre de 2008, Aguiar sufrió una grave lesión en la rodilla derecha. No pudo realizar ningún entrenamiento de judo durante casi diez meses y no regresó hasta septiembre de 2009.
Después de pasar diez meses alejada del tatami debido a una cirugía de rodilla, en octubre de 2009, Aguiar ganó la medalla de bronce en la categoría de 78 kg en el Campeonato Mundial Juvenil de Judo 2009 en París.
En 2010, luego de la lesión, Aguiar cambió de categoría de peso mediano a semipesado y ganó una medalla de oro en el Campeonato Panamericano de Judo de 2010 en El Salvador. En el Grand Slam de Río de Janeiro de 2010 (el Grand Slam es el torneo que da más puntos en el ranking de judo después de los Juegos Olímpicos, los Campeonatos del Mundo y el World Masters), derrotó a la número 1 francesa en la categoría de -78 kg., Celine Lebrun, y alcanzó la medalla de bronce. En septiembre de ese mismo año participó en el Campeonato Mundial de Judo de 2010 y perdió la final ante Kayla Harrison de Estados Unidos, recibiendo la medalla de plata. Al ganar el oro en el Campeonato Mundial Juvenil de Judo de 2010 en Agadir, Mayra se convirtió en la atleta con más medallas en la competición de todos los tiempos.
En el Grand Slam de París de 2011, Aguiar ganó una medalla de bronce. En el Campeonato Panamericano de Judo de 2011 ganó una medalla de plata. En el Grand Slam de Moscú de 2011, Aguiar ganó una medalla de bronce. Ganó el oro en el Grand Slam de Río de Janeiro de 2011 derrotando a Kayla Harrison. En el Campeonato Mundial de Judo de 2011, Aguiar ganó la medalla de bronce. Sólo fue derrotada en semifinales por la número uno del mundo, la japonesa Akari Ogata. A los 20 años, en los Juegos Panamericanos de 2011, se enfrentó, en su segunda pelea, a Kayla Harrison, principal candidata al oro, perdiendo pero luego obteniendo la medalla de bronce en la competencia. Terminó el año obteniendo una medalla de bronce en el Grand Slam de Tokio de 2011.
A principios de 2012 ganó su primer título en World Masters (la segunda competición más importante del circuito de judo después del Campeonato del Mundo). A los 20 años ganó la medalla de oro en el World Masters de 2012 celebrado en Almaty. Tras ganar el Grand Slam de París en 2012, ocupó el primer puesto del ranking mundial en la categoría de menos de 78 kg. Fue la primera vez que una brasileña encabezó el ranking creado por la FIJ en 2009. Se convirtió en tres veces campeona del Campeonato Panamericano de Judo, en el Campeonato Panamericano de Judo de 2012, en Montreal.

### Juegos Olímpicos de Verano de 2012
En 2012, Aguiar ganó una medalla de bronce en los Juegos Olímpicos de Londres 2012, ganando tres partidos por ippon. Su única derrota fue nuevamente ante Harrison, quien ganó la semifinal camino a una medalla de oro.

### 2012-2016

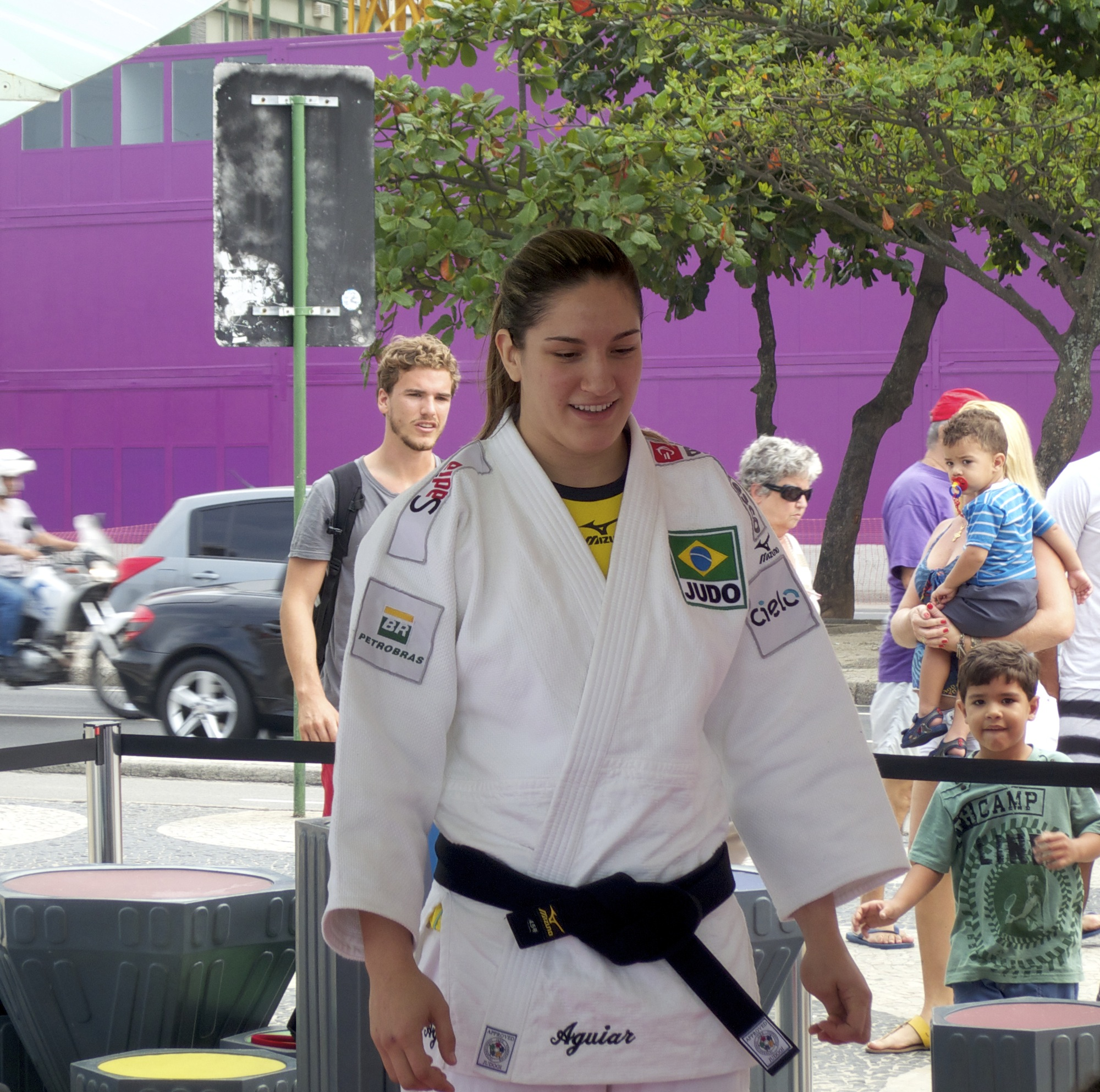
Aguiar, 2013.

Mayra volvió a ganar el oro en el Campeonato Panamericano de Judo de 2013, convirtiéndose en cuatro veces campeona. En 2013, Aguiar obtuvo otro oro en Masters al ganar el World Masters de 2013 en Tyumen. Con esto volvió a ser número 1 del ranking mundial. En el Grand Slam de Moscú de 2013, ganó una medalla de plata. En el Campeonato Mundial de Judo de 2013, celebrado en Río de Janeiro, obtuvo un bronce en la categoría -78 kg y una plata con la selección femenina de Brasil.
Después del Campeonato Mundial de 2013, no regresó a la competición hasta julio de 2014, en el Grand Slam de Tyumen de 2014, donde ganó cuatro partidos y consiguió la medalla de oro, derrotando a su rival Kayla Harrison. Aguiar se proclamó campeona del mundo por primera vez en el Campeonato Mundial de Judo de 2014, derrotando en la final a la francesa Audrey Tcheuméo.
Aguiar no peleó durante 8 meses después de ganar el título mundial, hasta que ingresó al Campeonato Panamericano de Judo de 2015 y se convirtió en cinco veces campeona del torneo. En los Juegos Panamericanos de 2015 ganó una medalla de plata. En noviembre, también ganó la medalla de plata en el Grand Slam de Abu Dhabi de 2015.
En febrero de 2016, Aguiar ganó la medalla de oro en el Grand Slam de París de 2016, convirtiéndose en bicampeona de este torneo y derrotando en la final a Kayla Harrison, su mayor rival en la categoría. Era la segunda vez que ganaba el Grand Slam francés derrotando a Harrison. En ese momento, en retrospectiva, tenía ventaja sobre Harrison (ocho victorias en 15 enfrentamientos). En el Campeonato Panamericano de Judo de 2016 en La Habana, en una nueva final Aguiar x Harrison, Harrison empató el partido entre ambos, dejando a Aguiar con la plata. En la final de la categoría -78 kg del World Masters de 2016 se desarrolló el duelo número 17 entre Aguiar y Harrison, donde Harrison aplicó una llave de brazo (juji-gatame) en el minuto final, ganando la pelea. Aguiar ganó la medalla de plata, su tercera medalla de Masters.

### Juegos Olímpicos de Verano 2016

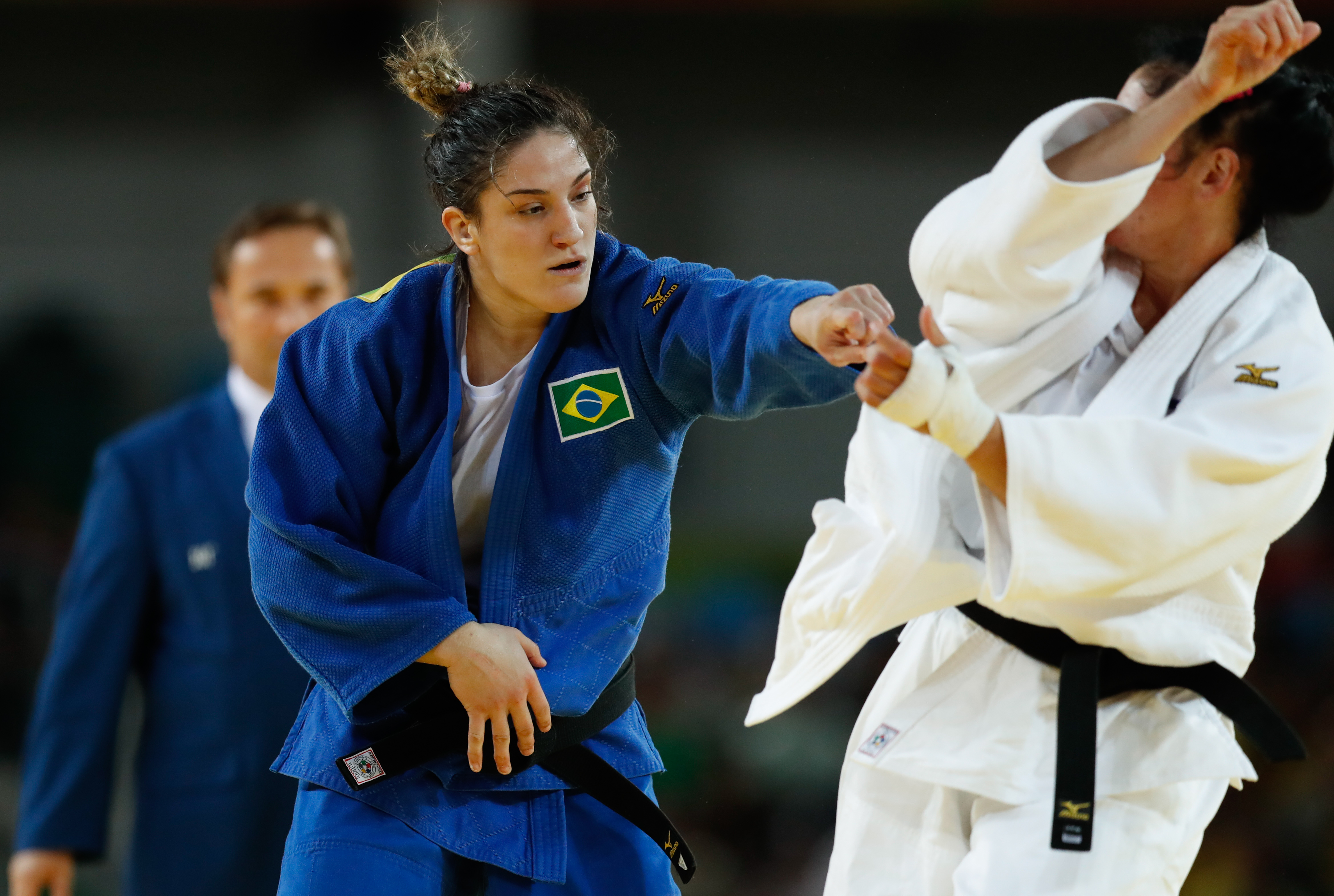
Aguiar en la lucha por la medalla de bronce en los Juegos Olímpicos de Verano de 2016.

Dado que Brasil fue sede de los Juegos Olímpicos de Río de Janeiro 2016 y los recientes triunfos de Aguiar, ella era la favorita para ganar el oro. Una semifinal difícil contra Tcheuméo, donde Aguiar se quedó sin puntos y fue derrotada en los shidos, la envió nuevamente al partido por el bronce, que ganó Aguiar, dándole una segunda medalla olímpica.

### 2016-2020

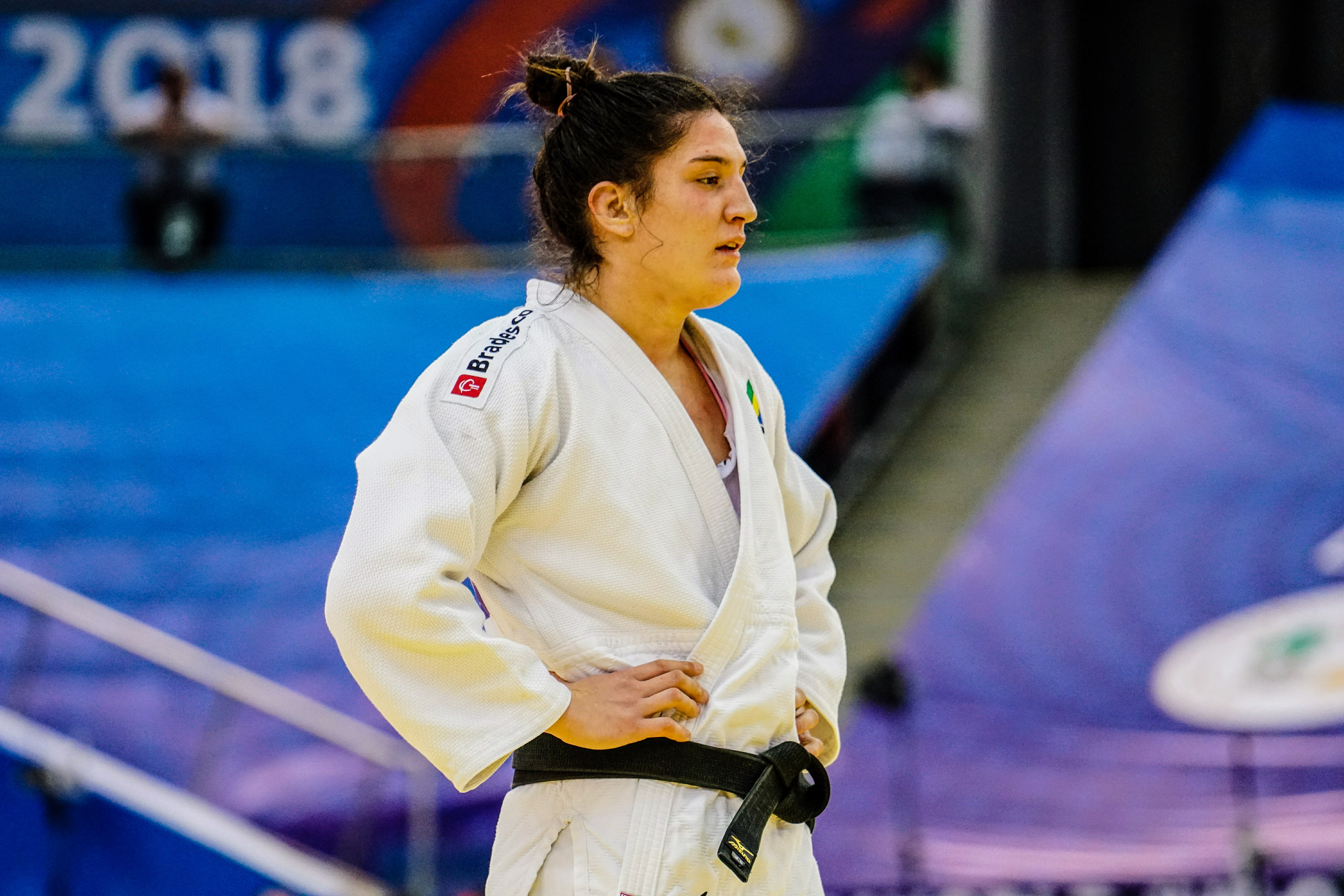
Aguiar en el Campeonato Mundial de Judo de 2018.

Luego de los Juegos Olímpicos de 2016, Mayra se tomó un tiempo para descansar y concentrarse en entrenar. Regresó en junio de 2017, ganando el Gran Prix de Cancún de 2017 en México. En su segunda competición del año, el Campeonato Mundial de Judo de 2017, derrotó a dos japonesas seguidas para convertirse en dos veces campeona mundial. Este año, también ganó el bronce en el Grand Slam de Abu Dhabi de 2017.
En marzo de 2018 había subido al podio en las dos competiciones en las que había competido ese año: en febrero consiguió la plata en el Grand Slam de Düsseldorf de 2018 y en marzo consiguió el bronce en el Grand Slam de Ekaterimburgo de 2018, ocupando Segundo lugar en el ranking mundial en ese momento. Cuando ganó la plata en el Gran Prix de Hohhot de 2018, ya volvía a ser líder del ranking mundial. En 2018 incluso ganó la plata en el Gran Prix de Cancún de 2018.
En 2019, Aguiar ganó el oro en el Grand Slam de Düsseldorf de 2019 y la plata en el Grand Slam de Ekaterinburg de 2019. En el Campeonato Panamericano de Judo de 2019, se convirtió en seis veces campeona del torneo. Fue campeona del Gran Prix de Budapest de 2019 en julio. Cuando era líder del ranking mundial en la categoría -78kg, Aguiar, de 28 años, consiguió su primera medalla de oro en unos Juegos Panamericanos, en los Juegos Panamericanos de 2019, en Lima, Perú. Y en el Campeonato Mundial de Judo de 2019, Aguiar ganó la medalla de bronce, la sexta medalla del brasileña en el mundial. Con esto, Aguiar se aísla como la mayor medallista brasileña en la historia de los campeonatos del mundo.
A principios de 2020, Aguiar ganó una medalla de plata en el Grand Slam de Düsseldorf de 2020.

### Juegos Olímpicos de Verano 2020

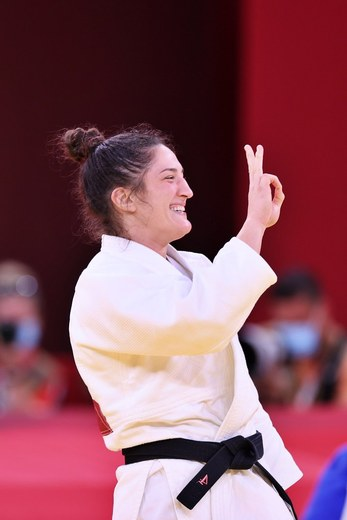
Aguiar celebrando su tercera medalla de bronce olímpica, obtenida en los Juegos Olímpicos de Tokio 2020.

En 2021, Aguiar ganó una de las medallas de bronce en la prueba femenina de 78 kg en los Juegos Olímpicos de Tokio 2020.

### 2021-2024
Tras el regreso de las competiciones deportivas mundiales, Mayra logró grandes resultados en 2022. En abril, en el Campeonato Panamericano y de Oceanía de Judo de 2022, se consagró siete veces campeona del torneo. Obtuvo la plata del Grand Slam de Tbilisi de 2022 en junio, el bronce del Grand Slam de Budapest de 2022 y el bronce del Grand Prix de Zagreb de 2022, en julio. En octubre de 2022, hizo historia al convertirse en la primera brasileña tres veces campeona mundial de judo, en el Campeonato Mundial de Judo de 2022. En cuartos de final derrotó a la alemana Alina Boehm, actual campeona de Europa. En semifinales derrotó por ippon a Shori Hamada, actual campeona olímpica. El oro lo consiguió ante la china Zhenzhao Ma. Y, a finales de año, cuando era 2ª del ranking mundial en su categoría, consiguió un bronce en el World Masters de 2022 de Jerusalén, volviendo así a ser líder del ranking mundial.
Luego del Masters 2022, Aguiar estuvo nueve meses alejada de la competencia, para descansar y tratar lesiones menores. Regresó en septiembre de 2023, en el Campeonato Panamericano de Judo. En el Campeonato Panamericano y de Oceanía de Judo de 2023, celebrado en Calgary, Canadá, se convirtió en ocho veces campeona de la competición. Aún en septiembre, ganó la medalla de bronce en el Grand Slam de Bakú de 2023, y en diciembre consiguió un oro sin precedentes para el judo brasileño al ganar el Grand Slam de Tokio de 2023. El único campeón brasileño en Japón hasta entonces era Sergio Pessoa, que ganó la Copa Jigoro Kano en 1986, en un formato diferente al actual.

## Palmarés internacional
| Juegos Olímpicos        | Juegos Olímpicos           | Juegos Olímpicos  | Juegos Olímpicos |
| Año                     | Lugar                      | Medalla           | Categoría        |
| ----------------------- | -------------------------- | ----------------- | ---------------- |
| 2012                    | Londres (Reino Unido)      | Medalla de bronce | –78 kg           |
| 2016                    | Río de Janeiro (Brasil)    | Medalla de bronce | –78 kg           |
| 2020                    | Tokio (Japón)              | Medalla de bronce | –78 kg           |
| Campeonato Mundial      |                            |                   |                  |
| Año                     | Lugar                      | Medalla           | Categoría        |
| 2010                    | Tokio (Japón)              | Medalla de plata  | –78 kg           |
| 2011                    | París (Francia)            | Medalla de bronce | –78 kg           |
| 2013                    | Río de Janeiro (Brasil)    | Medalla de bronce | –78 kg           |
| 2013                    | Río de Janeiro (Brasil)    | Medalla de plata  | Equipo femenino  |
| 2014                    | Cheliábinsk (Rusia)        | Medalla de oro    | –78 kg           |
| 2017                    | Budapest (Hungría)         | Medalla de oro    | –78 kg           |
| 2019                    | Tokio (Japón)              | Medalla de bronce | –78 kg           |
| 2022                    | Taskent (Uzbekistán)       | Medalla de oro    | –78 kg           |
| Juegos Panamericanos    |                            |                   |                  |
| Año                     | Lugar                      | Medalla           | Categoría        |
| 2007                    | Río de Janeiro (Brasil)    | Medalla de plata  | –70 kg           |
| 2011                    | Guadalajara (México)       | Medalla de bronce | –78 kg           |
| 2015                    | Toronto (Canadá)           | Medalla de plata  | –78 kg           |
| 2019                    | Lima (Perú)                | Medalla de oro    | –78 kg           |
| Campeonato Panamericano |                            |                   |                  |
| Año                     | Lugar                      | Medalla           | Categoría        |
| 2007                    | Montreal (Canadá)          | Medalla de plata  | –70 kg           |
| 2008                    | Miami (Estados Unidos)     | Medalla de oro    | –70 kg           |
| 2010                    | San Salvador (El Salvador) | Medalla de oro    | –78 kg           |
| 2011                    | Guadalajara (México)       | Medalla de plata  | –78 kg           |
| 2012                    | Montreal (Canadá)          | Medalla de oro    | –78 kg           |
| 2013                    | San José (Costa Rica)      | Medalla de oro    | –78 kg           |
| 2015                    | Edmonton (Canadá)          | Medalla de oro    | –78 kg           |
| 2016                    | La Habana (Cuba)           | Medalla de plata  | –78 kg           |
| 2019                    | Lima (Perú)                | Medalla de oro    | –78 kg           |
| 2022                    | Lima (Perú)                | Medalla de oro    | –78 kg           |
| 2023                    | Calgary (Canadá)           | Medalla de oro    | –78 kg           |